# Martí Sureda i Deulovol
Martí Sureda Deulovol (La Escala, España, 1822 – Gerona, España, 1890) fue un arquitecto español. 

## Trayectoria profesional
Desarrolló su trabajo en el ámbito de la provincia de Gerona. Destacó, principalmente, como arquitecto municipal de la ciudad de Gerona, donde trabajó entre 1847 y 1859, realizando importantes proyectos urbanísticos y arquitectónicos.
Se encargó de sanear, urbanísticamente, el barrio viejo de la ciudad y de ordenar los nuevos espacios que se iban abriendo en la parte izquierda del río Oñar, especialmente el barrio del Mercadal. Planificó, en 1855, la Plaza de la Independencia, que se construyó sobre el espacio que ocupó el antiguo convento de San Agustín. Tenía que ser una plaza cerrada y porticada, con construcciones idénticas, de estilo neoclásico, racionalizado y uniformado. La idea de Sureda no se materializó (parcialmente) hasta 138 años después. Asimismo, fue el encargado de abrir la Rambla de la Libertad en 1885, a partir de la unificación de la plaza de las coles con la calle de los abrevaderos y esparteros. En La Bisbal, realizó también las casas porticadas de la Avinguda de les Voltes.
Fue también arquitecto provincial y diocesano y director de caminos vecinales de la diputación de Gerona y arquitecto del gran Teatre Municipal de Girona.
- Datos: Q9029750
- Multimedia: Martí Sureda i Deulovol / Q9029750